# Ronny Deila
Ronny Deila (Porsgrunn, 21 settembre 1975) è un allenatore di calcio ed ex calciatore norvegese, di ruolo difensore, tecnico dell'Atlanta United.

## Caratteristiche tecniche
Allenatore preparato, predilige schierare le sue squadre con il 4-3-3. È stato Deila a trasformare Stefan Johansen da attaccante a centrocampista centrale, a detta del giocatore cambiandone la carriera.

## Carriera

### Giocatore

#### Club

##### Urædd e Odd Grenland
Deila ha iniziato la carriera nello Urædd. Nel 1993 è passato all'Odd Grenland, squadra con cui ha guadagnato la promozione in 1. divisjon al termine del campionato 1994. Nel 1998 la squadra ha chiuso la stagione al primo posto, posizione che le ha garantito un posto nell'Eliteserien 1999. Ha debuttato nella massima divisione locale l'11 aprile, quando è stato schierato titolare nella vittoria per 2-1 sul campo del Viking. Il 16 maggio successivo ha realizzato la prima rete in campionato, contribuendo al successo per 3-1 sul Kongsvinger.
Ha fatto parte della squadra che si è aggiudicata la vittoria finale nel Norgesmesterskapet 2000. In virtù di questo risultato, il 20 settembre 2001 ha potuto giocare il primo incontro nelle competizioni europee per club: è stato infatti titolare nella partita d'andata del primo turno della Coppa UEFA 2000-2001, conclusasi sul pareggio per 2-2 contro l'Helsingborg. Deila è rimasto in forza all'Odd Grenland fino al termine del campionato 2004, totalizzando più di 200 presenze con quella maglia.

##### Viking
Nel 2005 è passato al Viking, con cui ha esordito il 10 aprile nel successo casalingo per 2-1 sul Bodø/Glimt. L'11 maggio è arrivata la prima rete, nel primo turno del Norgesmesterskapet, con cui ha contribuito al successo per 2-1 sul campo del Vaulen. A fine stagione, ha totalizzato 32 presenze e 2 reti (23 partite in campionato, 4 con 2 reti nella coppa nazionale e 5 presenze in Coppa UEFA).

##### Strømsgodset e Spa/Bra
Nel 2006, è passato allo Strømsgodset, all'epoca militante nella 1. divisjon. Ha esordito il 17 aprile, nella vittoria per 2-1 in casa dello Hønefoss. Il 16 maggio ha segnato la prima rete per il nuovo club, nel successo per 3-0 sul campo del Bodø/Glimt. A fine stagione, la squadra ha vinto il campionato e ha conquistato così la promozione nell'Eliteserien. Deila ha giocato altre 17 partite in quell'annata, mettendo a referto 2 reti. Nel 2008, si è limitato a giocare nella squadra riserve dello Strømsgodset. Dal 2009 al 2011 ha giocato nello Spa/Bra, nonostante fosse già diventato un allenatore professionista.

#### Nazionale
Deila ha giocato 11 partite con le nazionali giovanili norvegesi, senza mai andare in rete. Precisamente, ha giocato 9 partite per la Norvegia under 17 e 2 per la Norvegia under 21.

### Allenatore
Deila ha iniziato la carriera da allenatore al Brodd, nel 2005: nel frattempo, ha continuato la carriera da calciatore con il Viking. Quando è passato allo Strømsgodset, è diventato l'assistente di Dag-Eilev Fagermo.
Nel 2008, Fagermo ha lasciato la panchina dello Strømsgodset e Deila è stato promosso capo allenatore. Nelle prime due stagioni, il club è stato impelagato nella lotta per non retrocedere. Grazie anche al lavoro di Deila, però, lo Strømsgodset ha risalito la china ed è diventato negli anni un club di vertice, malgrado le scarse possibilità economiche. Il primo trofeo che ha vinto è stato il Norgesmesterskapet 2010. Ha guidato la squadra alla vittoria del campionato 2013: a seguito di questo risultato, è stato nominato miglior allenatore dell'Eliteserien.
Il 6 giugno 2014 è stato ufficialmente presentato come nuovo manager degli scozzesi del Celtic, a cui si è legato con un contratto annuale. Il 15 maggio 2016 ha annunciato l'addio alla panchina degli Hoops, dopo due anni contrassegnati dalla vittoria di due campionati consecutivi e una Scottish League Cup.
Il 13 luglio 2016, è stato ufficialmente annunciato come nuovo allenatore del Vålerenga, con il contratto che sarebbe stato valido a partire dal 1º gennaio 2017. Dopo due anni, ha lasciato la panchina del club.
Il 6 gennaio 2020, Deila è stato ingaggiato come allenatore del New York City, club della Major League Soccer. Nel dicembre del 2021, ha condotto il club alla vittoria del suo primo campionato, in seguito alla vittoria ai calci di rigore contro i Portland Timbers nell'incontro finale.
Il 13 giugno 2022, l'allenatore norvegese è stato ufficialmente ingaggiato dallo Standard Liegi, nella Pro League belga.
Nell'agosto del 2023 firma un contratto con altro club belga del Club Bruges.

## Statistiche

### Presenze e reti nei club
| Stagione            | Club                | Campionato          | Campionato | Campionato | Coppe nazionali | Coppe nazionali | Coppe nazionali | Coppe continentali | Coppe continentali | Coppe continentali | Supercoppe | Supercoppe | Supercoppe | Totale | Totale |
| Stagione            | Club                | Comp                | Pres       | Reti       | Comp            | Pres            | Reti            | Comp               | Pres               | Reti               | Comp       | Pres       | Reti       | Pres   | Reti   |
| ------------------- | ------------------- | ------------------- | ---------- | ---------- | --------------- | --------------- | --------------- | ------------------ | ------------------ | ------------------ | ---------- | ---------- | ---------- | ------ | ------ |
| 1992                | Urædd               | 3D                  | ?          | ?          | CN              | ?               | ?               | -                  | -                  | -                  | -          | -          | -          | ?      | ?      |
| 1993                | Odd Grenland        | 2D                  | ?          | ?          | CN              | ?               | ?               | -                  | -                  | -                  | -          | -          | -          | ?      | ?      |
| 1994                | Odd Grenland        | 2D                  | 22         | 0          | CN              | ?               | ?               | -                  | -                  | -                  | -          | -          | -          | ?      | ?      |
| 1995                | Odd Grenland        | 1D                  | 20         | 0          | CN              | ?               | ?               | -                  | -                  | -                  | -          | -          | -          | ?      | ?      |
| 1996                | Odd Grenland        | 1D                  | 11         | 1          | CN              | ?               | ?               | -                  | -                  | -                  | -          | -          | -          | ?      | ?      |
| 1997                | Odd Grenland        | 1D                  | 21         | 0          | CN              | ?               | ?               | -                  | -                  | -                  | -          | -          | -          | ?      | ?      |
| 1998                | Odd Grenland        | 1D                  | 26         | 2          | CN              | ?               | ?               | -                  | -                  | -                  | -          | -          | -          | ?      | ?      |
| 1999                | Odd Grenland        | ES                  | 25         | 2          | CN              | ?               | ?               | -                  | -                  | -                  | -          | -          | -          | ?      | ?      |
| 2000                | Odd Grenland        | ES                  | 25         | 3          | CN              | ?               | ?               | -                  | -                  | -                  | -          | -          | -          | ?      | ?      |
| 2001                | Odd Grenland        | ES                  | 19         | 6          | CN              | 5               | 1               | CU                 | 2                  | 0                  | -          | -          | -          | 26     | 7      |
| 2002                | Odd Grenland        | ES                  | 24         | 5          | CN              | 7               | 1               | -                  | -                  | -                  | -          | -          | -          | 31     | 6      |
| 2003                | Odd Grenland        | ES                  | 23         | 2          | CN              | 3               | 1               | -                  | -                  | -                  | -          | -          | -          | 26     | 3      |
| 2004                | Odd Grenland        | ES                  | 24         | 1          | CN              | 1               | 1               | CU                 | 4                  | 0                  | -          | -          | -          | 29     | 2      |
| Totale Odd Grenland | Totale Odd Grenland | Totale Odd Grenland | 240+       | 22+        |                 | 15+             | 3+              |                    | 6                  | 0                  |            | -          | -          | 261+   | 25+    |
| 2005                | Viking              | ES                  | 23         | 0          | CN              | 4               | 2               | CU                 | 5                  | 0                  | -          | -          | -          | 32     | 2      |
| 2006                | Strømsgodset        | 1D                  | 26         | 4          | CN              | ?               | ?               | -                  | -                  | -                  | -          | -          | -          | ?      | ?      |
| 2007                | Strømsgodset        | ES                  | 17         | 2          | CN              | 1               | 0               | -                  | -                  | -                  | -          | -          | -          | 18     | 2      |
| 2008                | Strømsgodset        | ES                  | 0          | 0          | CN              | 0               | 0               | -                  | -                  | -                  | -          | -          | -          | 0      | 0      |
| Totale Strømsgodset | Totale Strømsgodset | Totale Strømsgodset | 43         | 6          |                 | 1+              | 0+              |                    | -                  | -                  |            | -          | -          | 44+    | 6+     |
| 2009                | Spa/Bra             | 4D                  | 14         | 2          | CN              | ?               | ?               | -                  | -                  | -                  | -          | -          | -          | ?      | ?      |
| 2010                | Spa/Bra             | 4D                  | 16         | 2          | CN              | ?               | ?               | -                  | -                  | -                  | -          | -          | -          | ?      | ?      |
| 2011                | Spa/Bra             | 3D                  | ?          | ?          | CN              | ?               | ?               | -                  | -                  | -                  | -          | -          | -          | ?      | ?      |
| Totale Spa/Bra      | Totale Spa/Bra      | Totale Spa/Bra      | 30+        | 4+         |                 | ?               | ?               |                    | -                  | -                  |            | -          | -          | 30+    | 4+     |
| Totale              | Totale              | Totale              | 336+       | 32+        |                 | 20+             | 3+              |                    | 11                 | 0                  |            | -          | -          | 367+   | 35+    |

### Statistiche da allenatore
Statistiche aggiornate al 22 luglio 2023.
| Stagione             | Squadra              | Campionato           | Campionato | Campionato | Campionato | Campionato | Coppe nazionali | Coppe nazionali | Coppe nazionali | Coppe nazionali | Coppe nazionali | Coppe continentali | Coppe continentali | Coppe continentali | Coppe continentali | Coppe continentali | Altre coppe | Altre coppe | Altre coppe | Altre coppe | Altre coppe | Totale | Totale | Totale | Totale | % Vittorie | Piazzamento |
| Stagione             | Squadra              | Comp                 | G          | V          | N          | P          | Comp            | G               | V               | N               | P               | Comp               | G                  | V                  | N                  | P                  | Comp        | G           | V           | N           | P           | G      | V      | N      | P      | %          | Piazzamento |
| -------------------- | -------------------- | -------------------- | ---------- | ---------- | ---------- | ---------- | --------------- | --------------- | --------------- | --------------- | --------------- | ------------------ | ------------------ | ------------------ | ------------------ | ------------------ | ----------- | ----------- | ----------- | ----------- | ----------- | ------ | ------ | ------ | ------ | ---------- | ----------- |
| 2008                 | Strømsgodset         | E                    | 26         | 8          | 5          | 13         | CN              | 5               | 4               | 0               | 1               | -                  | -                  | -                  | -                  | -                  | -           | -           | -           | -           | -           | 31     | 12     | 5      | 14     | 38,71      | 11°         |
| 2009                 | Strømsgodset         | E                    | 30         | 10         | 6          | 14         | CN              | 2               | 1               | 0               | 1               | -                  | -                  | -                  | -                  | -                  | -           | -           | -           | -           | -           | 32     | 11     | 6      | 15     | 34,38      | 12°         |
| 2010                 | Strømsgodset         | E                    | 30         | 13         | 4          | 13         | CN              | 7               | 7               | 0               | 0               | -                  | -                  | -                  | -                  | -                  | -           | -           | -           | -           | -           | 37     | 20     | 4      | 13     | 54,05      | 7°          |
| 2011                 | Strømsgodset         | E                    | 30         | 12         | 9          | 9          | CN              | 4               | 3               | 0               | 1               | UEL                | 2                  | 0                  | 0                  | 2                  | -           | -           | -           | -           | -           | 36     | 15     | 9      | 12     | 41,67      | 8°          |
| 2012                 | Strømsgodset         | E                    | 30         | 17         | 7          | 6          | CN              | 5               | 4               | 0               | 1               | -                  | -                  | -                  | -                  | -                  | -           | -           | -           | -           | -           | 35     | 21     | 7      | 7      | 60,00      | 2°          |
| 2013                 | Strømsgodset         | E                    | 30         | 19         | 6          | 5          | CN              | 2               | 1               | 0               | 1               | UEL                | 4                  | 1                  | 1                  | 2                  | -           | -           | -           | -           | -           | 36     | 21     | 7      | 8      | 58,33      | 1°          |
| mar.-mag. 2014       | Strømsgodset         | E                    | 11         | 6          | 3          | 2          | CN              | 2               | 2               | 0               | 0               | -                  | -                  | -                  | -                  | -                  | -           | -           | -           | -           | -           | 13     | 9      | 3      | 2      | 69,23      | Dim         |
| Totale Stromsgodset  | Totale Stromsgodset  | Totale Stromsgodset  | 187        | 85         | 40         | 62         |                 | 27              | 22              | 0               | 5               |                    | 6                  | 1                  | 1                  | 4                  |             | -           | -           | -           | -           | 220    | 108    | 41     | 71     | 49,09      |             |
| 2014-2015            | Celtic               | SP                   | 38         | 29         | 5          | 4          | SC+CdL          | 5+4             | 3+4             | 1+0             | 1+0             | UCL+UEL            | 6+8                | 3+2                | 1+3                | 2+3                | -           | -           | -           | -           | -           | 61     | 41     | 10     | 10     | 67,21      | 1°          |
| 2015-2016            | Celtic               | SP                   | 38         | 26         | 8          | 4          | SC+CdL          | 4+3             | 3+2             | 1+0             | 0+1             | UCL+UEL            | 6+6                | 4+0                | 1+3                | 1+3                | -           | -           | -           | -           | -           | 57     | 35     | 13     | 9      | 61,40      | 1°          |
| Totale Celtic        | Totale Celtic        | Totale Celtic        | 76         | 55         | 13         | 8          |                 | 16              | 12              | 2               | 2               |                    | 26                 | 9                  | 8                  | 9                  |             | -           | -           | -           | -           | 118    | 76     | 23     | 19     | 64,41      |             |
| 2017                 | Vålerenga            | E                    | 30         | 11         | 6          | 13         | CN              | 6               | 4               | 1               | 1               | -                  | -                  | -                  | -                  | -                  | -           | -           | -           | -           | -           | 36     | 15     | 7      | 14     | 41,67      | 8°          |
| 2018                 | Vålerenga            | E                    | 30         | 11         | 9          | 10         | CN              | 5               | 3               | 1               | 1               | -                  | -                  | -                  | -                  | -                  | -           | -           | -           | -           | -           | 35     | 14     | 10     | 11     | 40,00      | 6°          |
| 2019                 | Vålerenga            | E                    | 30         | 8          | 10         | 12         | CN              | 3               | 2               | 0               | 1               | -                  | -                  | -                  | -                  | -                  | -           | -           | -           | -           | -           | 33     | 10     | 10     | 13     | 30,30      | 10°         |
| Totale Valerenga     | Totale Valerenga     | Totale Valerenga     | 90         | 30         | 25         | 45         |                 | 14              | 9               | 2               | 3               |                    | -                  | -                  | -                  | -                  |             | -           | -           | -           | -           | 104    | 39     | 27     | 48     | 37,50      |             |
| 2020                 | New York City        | MLS                  | 23+1       | 12         | 3+1        | 8          | -               | -               | -               | -               | -               | CCL                | 3                  | 2                  | 0                  | 1                  | MISB        | 5           | 2           | 0           | 3           | 32     | 16     | 4      | 12     | 50,00      | 7°          |
| 2021                 | New York City        | MLS                  | 34+4       | 14+2       | 9+2        | 11         | -               | -               | -               | -               | -               | -                  | -                  | -                  | -                  | -                  | LC          | 1           | 0           | 1           | 0           | 39     | 16     | 12     | 11     | 41,03      | 8°          |
| 2022                 | New York City        | MLS                  | 13         | 8          | 2          | 3          | USOC            | 2               | 2               | 0               | 0               | CCL                | 6                  | 3                  | 1                  | 2                  | -           | -           | -           | -           | -           | 21     | 13     | 3      | 5      | 61,90      | Dim         |
| Totale New York City | Totale New York City | Totale New York City | 70+5       | 34+2       | 14+3       | 22         |                 | 2               | 2               | 0               | 0               |                    | 9                  | 5                  | 1                  | 3                  |             | 6           | 2           | 1           | 3           | 92     | 45     | 19     | 28     | 48,91      |             |
| 2022-2023            | Standard Liegi       | D1                   | 34+6       | 16         | 7+2        | 11+4       | CB              | 2               | 1               | 0               | 1               | -                  | -                  | -                  | -                  | -                  | -           | -           | -           | -           | -           | 42     | 17     | 9      | 16     | 40,48      | 6°          |
| 2023-mar. 2024       | Club Bruges          | D1                   | 30         | 14         | 9          | 7          | CB              | 5               | 4               | 0               | 1               | UECL               | 14                 | 10                 | 2                  | 2                  | -           | -           | -           | -           | -           | 49     | 28     | 11     | 10     | 57,14      | Eson        |
| ago.-dic. 2024       | Al-Wahda             | PL                   | 10         | 5          | 3          | 2          | PC+CdL          | 1+0             | 0+0             | 0+0             | 1+0             | -                  | -                  | -                  | -                  | -                  | -           | -           | -           | -           | -           | 11     | 5      | 3      | 3      | 45,45      | Eson        |
| 2025                 | Atlanta United       | MLS                  | 12         | 2          | 4          | 6          | USOC            | 0               | 0               | 0               | 0               | -                  | -                  | -                  | -                  | -                  | LC          | 0           | 0           | 0           | 0           | 12     | 2      | 4      | 6      | 16,67      |             |
| Totale carriera      | Totale carriera      | Totale carriera      | 520        | 243        | 120        | 167        |                 | 67              | 50              | 4               | 13              |                    | 55                 | 24                 | 12                 | 19                 |             | 6           | 2           | 1           | 3           | 648    | 320    | 137    | 201    | 49,38      |             |

## Palmarès

### Giocatore
- Coppa di Norvegia: 1

Odd Grenland: 2000

### Allenatore

#### Club
- Coppa di Norvegia: 1

Strømsgodset: 2010
- Campionato norvegese: 1

Strømsgodset: 2013
- Coppa di Lega scozzese: 1

Celtic: 2014-2015
- Campionato scozzese: 2

Celtic: 2014-2015, 2015-2016
- Campionato MLS: 1

New York City: 2021

#### Individuale
- Allenatore dell'anno del campionato norvegese: 1

2013